# Христифор Лакапин
Христифор Лакапин (грчки: Χριστόφορος Λακαπηνός; умро августа 931.) је био византијски цар, савладар Романа I Лакапина и Константина Порфирогенита (921—931). 

## Биографија
Христифор је био најстарији син Романа I и његове супруге Теодоре. Имао је старију сестру Јелену, која се удала за Константина Порфирогенита (913—959). Његова млађа браћа били су Стефан Лакапин, Константин (савладари 924-945) и Теофилакт (цариградски патријарх 933-956). Млађа сестра била му је Агата, која се удала за Романа Аргира. Вероватно је имао најмање две млађе сестре чија имена данас нису позната. Њихов идентитет познат је само захваљујући томе што се зна да су биле удате за магистре Романа Моселу и Романа Саронита. 
О његовом раном животу не зна се ништа. Свакако је био одрастао 919-920. године и имао је ћерку која је 927. године имала довољно година да ступи у брак. По томе се може закључити да је Христифор рођен између 890. и 895. године. Пре него што му је отац дошао на власт, био је у браку са Софијом, ћерком богатог патрикија Никите са Пелопонеза. 
Када се Роман Лакапин уздигао за базилеопатора, након што му се ћерка Јелена удала за Константина Порфирогенита на пролеће 919. године, Христифор је добио функцију мегахетаирарха, заповедника палате. Роман је ускоро крунисан за цара (децембра 920. године), а на крају је постао и главни цар. Роман је крунисао свог најстаријег сина Христифора за савладара маја 921. године. Када је Теодора, Христифорова мајка, умрла фебруара 922. године, Софија је крунисана за августу. 
Године 927. у склопу мировног споразума, Христифорова кћи Марија преименована је у Ирена, што на грчком значи мир, и била је удата за бугарског цара Петра I, Симеоновог сина (927—969). Роман је унапредио Христифора том приликом, стављајући га изнад Константина Порфирогенита. Стефан и Константин су још 924. године крунисани за савладаре, те су постојала петорица царева. Патрикије Никита је 928. године безуспешно наговарао Христифора да се побуни против оца. Због тога је био протеран. Христифор је умро августа 931. године. Отац га је много оплакивао. Софија се након мужевљеве смрти повукла у манастир. 